# Heteronyx pumilus
Heteronyx pumilus är en skalbaggsart som beskrevs av Sharp 1877. Heteronyx pumilus ingår i släktet Heteronyx och familjen Melolonthidae. Inga underarter finns listade i Catalogue of Life.